# Монкайола, Хон
Хон Монкайола Тольяр (исп. Jon Moncayola Tollar; 13 мая 1998, Гариноайн, Испания) — испанский футболист, полузащитник клуба «Осасуна». Участник летних Олимпийских игр 2020 в Токио. Серебряный призёр Олимпийских игр 2020 года в Токио.

## Клубная карьера
Монкайола — воспитанник клуба «Осасуна». 17 августа 2019 года в матче против «Леганеса» он дебютировал в Ла Лиге. 1 декабря в поединке против «Эспаньола» Хон забил свой первый гол за «Осасуна».

## Международная карьера
В 2021 году в составе молодёжной сборной Испании Монкайола принял участие в молодёжном чемпионате Европы 2021 в Венгрии и Словении. На турнире он сыграл в матче против команды Словении, Италии и Чехии.